# Judo-Asienmeisterschaften 2024
Die Judo-Asienmeisterschaften 2024 fanden vom 20. bis 22. April 2024 in Hongkong statt. 262 Athleten aus 34 Nationen nahmen daran teil.

## Ergebnisse

### Männer
| Gewichtsklasse                 | Gold                     | Silber                | Bronze                                            |
| ------------------------------ | ------------------------ | --------------------- | ------------------------------------------------- |
| Superleichtgewicht (bis 60 kg) | Taiki Nakamura           | Yang Yung-wei         | Doston Ruziev Bjambadschawyn Tsogt-Otschir        |
| Halbleichtgewicht (bis 66 kg)  | Battogtochyn Erchembajar | Shinsei Hattori       | Schanarys Rachmetkali Sardor Nurillaev            |
| Leichtgewicht (bis 73 kg)      | Tatsuki Ishihara         | Murodjon Yuldoshev    | Kim Chol-gwang Lee Eun-kyul                       |
| Halbmittelgewicht (bis 81 kg)  | Lee Joon-hwan            | Nugzar Tatalashvili   | Yuhei Oino Somon Mahmadbekow                      |
| Mittelgewicht (bis 90 kg)      | Sanshiro Murao           | Gantulgyn Altanbagana | Erlan Scherow Han Ju-yeop                         |
| Halbschwergewicht (bis 100 kg) | Muzaffarbek Turoboyev    | Dzhafar Kostoev       | Batchujagiin Gontschigsüren Dschahongir Maschidow |
| Schwergewicht (über 100 kg)    | Hyōga Ōta                | Kim Min-jong          | Magomedomar Magomedomarov Temur Rahimow           |

### Frauen
| Gewichtsklasse                 | Gold                        | Silber                  | Bronze                                         |
| ------------------------------ | --------------------------- | ----------------------- | ---------------------------------------------- |
| Superleichtgewicht (bis 48 kg) | Bawuudordschiin Baasanchüü  | Lee Hye-kyeong          | Ghalija Tynbajewa Kano Miyaki                  |
| Halbleichtgewicht (bis 52 kg)  | Bishreltiin Khorloodoi      | Kokoro Fujishiro        | Lchagwasürengiin Sosorbaram Diyora Keldiyorova |
| Leichtgewicht (bis 57 kg)      | Lchagwatogoogiin Enchriilen | Huh Mi-mi               | Akari Omori Cai Qi                             |
| Halbmittelgewicht (bis 63 kg)  | Kirari Yamaguchi            | Boldyn Ganchaitsch      | Jesmigül Küjulowa Kim Ji-su                    |
| Mittelgewicht (bis 70 kg)      | Saki Niizoe                 | Mun Song-hui            | Shokhista Nazarova Batsuuriin Njam-Erdene      |
| Halbschwergewicht (bis 78 kg)  | Rika Takayama               | Yoon Hyun-ji            | Otgonbajaryn Chüseln Hsu Wang Shu-huei         |
| Schwergewicht (über 78 kg)     | Lee Hyeon-ji                | Amarsaichany Adjaasüren | Mao Arai Liang Ye                              |

## Medaillenspiegel
| Platz | Nation                       | Gold | Silber | Bronze | Gesamt |
| ----- | ---------------------------- | ---- | ------ | ------ | ------ |
| 1.    | Japan                        | 7    | 2      | 4      | 13     |
| 2.    | Mongolei                     | 3    | 3      | 5      | 11     |
| 3.    | Südkorea                     | 2    | 4      | 3      | 9      |
| 4.    | Vereinigte Arabische Emirate | 1    | 2      | 1      | 4      |
| 5.    | Usbekistan                   | 1    | 1      | 4      | 6      |
| 6.    | Chinesisch Taipeh            | –    | 1      | 1      | 2      |
| 6.    | Nordkorea                    | –    | 1      | 1      | 2      |
| 8.    | Kasachstan                   | –    | –      | 3      | 3      |
| 8.    | Tadschikistan                | –    | –      | 3      | 3      |
| 10.   | Volksrepublik China          | –    | –      | 2      | 2      |
| 11.   | Kirgisistan                  | –    | –      | 1      | 1      |